# Meroe
Meroe (Aussprache [meˈroːə]; altgriechisch Μερόη (f. sg.); demotisch: Mrwe; in ägyptischen Hieroglyphen: Mrw und auch Brw; meroitisch: Medewi; koptisch Ⲡⲉⲣⲟⲩⲉ; Alternativschreibung Meroë) war ungefähr von 400 v. Chr. bis 300 n. Chr. die Hauptstadt des historischen Reiches von Kusch. Deshalb wird die Phase mit Meroe als Hauptstadt auch als das Königreich von Meroe bezeichnet. Das Reich erstreckte sich von der großen Nilkrümmung in Nubien bis an den Fuß der abessinischen Berge und wurde um 350 n. Chr. zerstört.
Die Tempelreste und drei Pyramidengruppen von Meroe liegen 45 Kilometer nordöstlich von Schandi nahe dem Dorf Begrawija im Sudan. Die archäologischen Stätten wurden 2011 auf Vorschlag des Sudan in die Liste des UNESCO-Weltkulturerbes aufgenommen.

## Aufbau der Stadt
Die Stadt besteht aus drei Teilen:

Meroe und seine Friedhöfe

1. der königlichen Stadt, die von einer Mauer umgeben war und in der sich wohl Paläste, aber auch andere wichtige Gebäude befanden,
2. dem Tempelkomplex des Amun und
3. der Wohnstadt der normalen Bevölkerung, die eher lose um die königliche Stadt und um den Tempelkomplex orientiert ist.

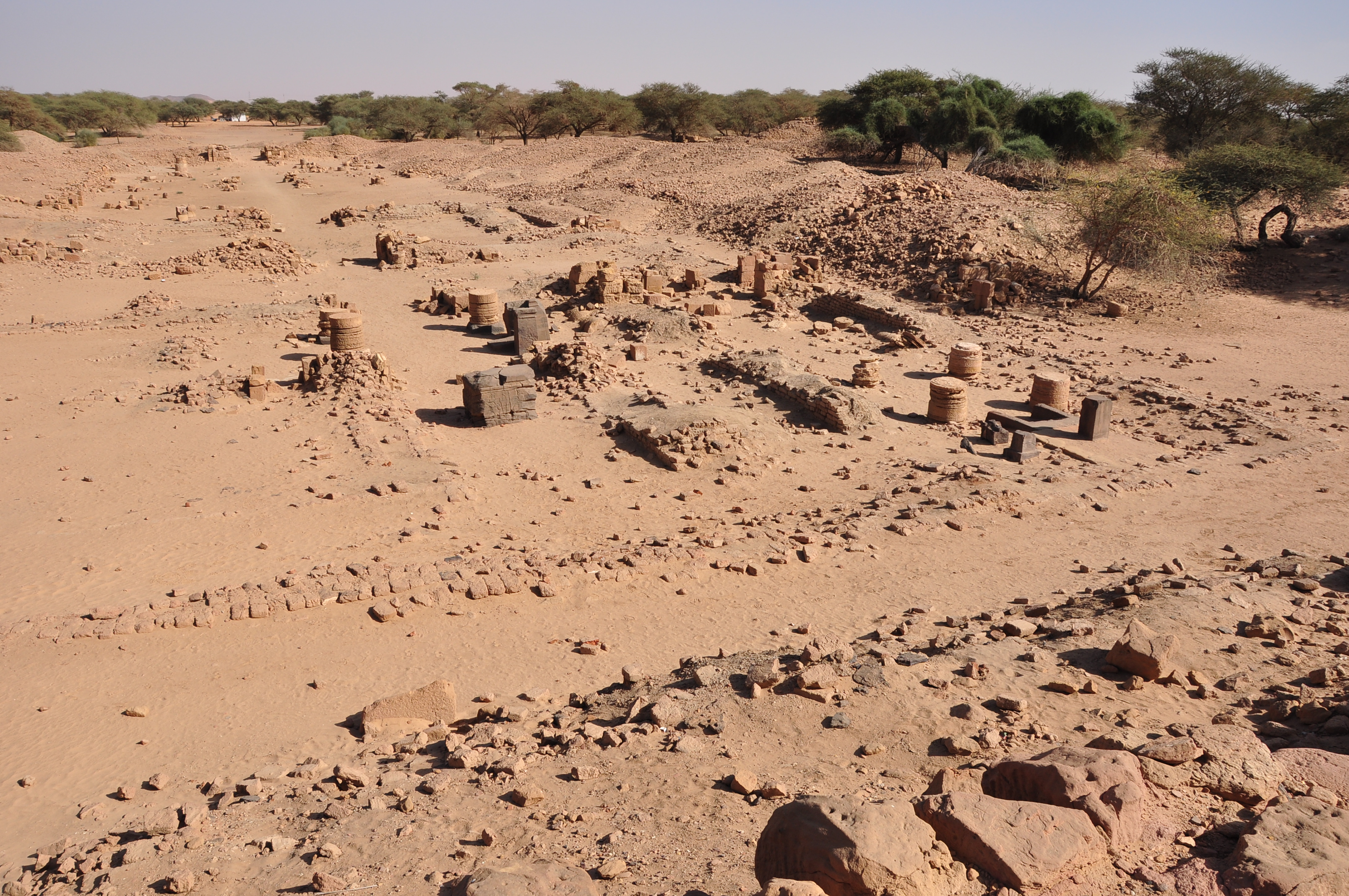
Meroe – Royal City – Amuntempel
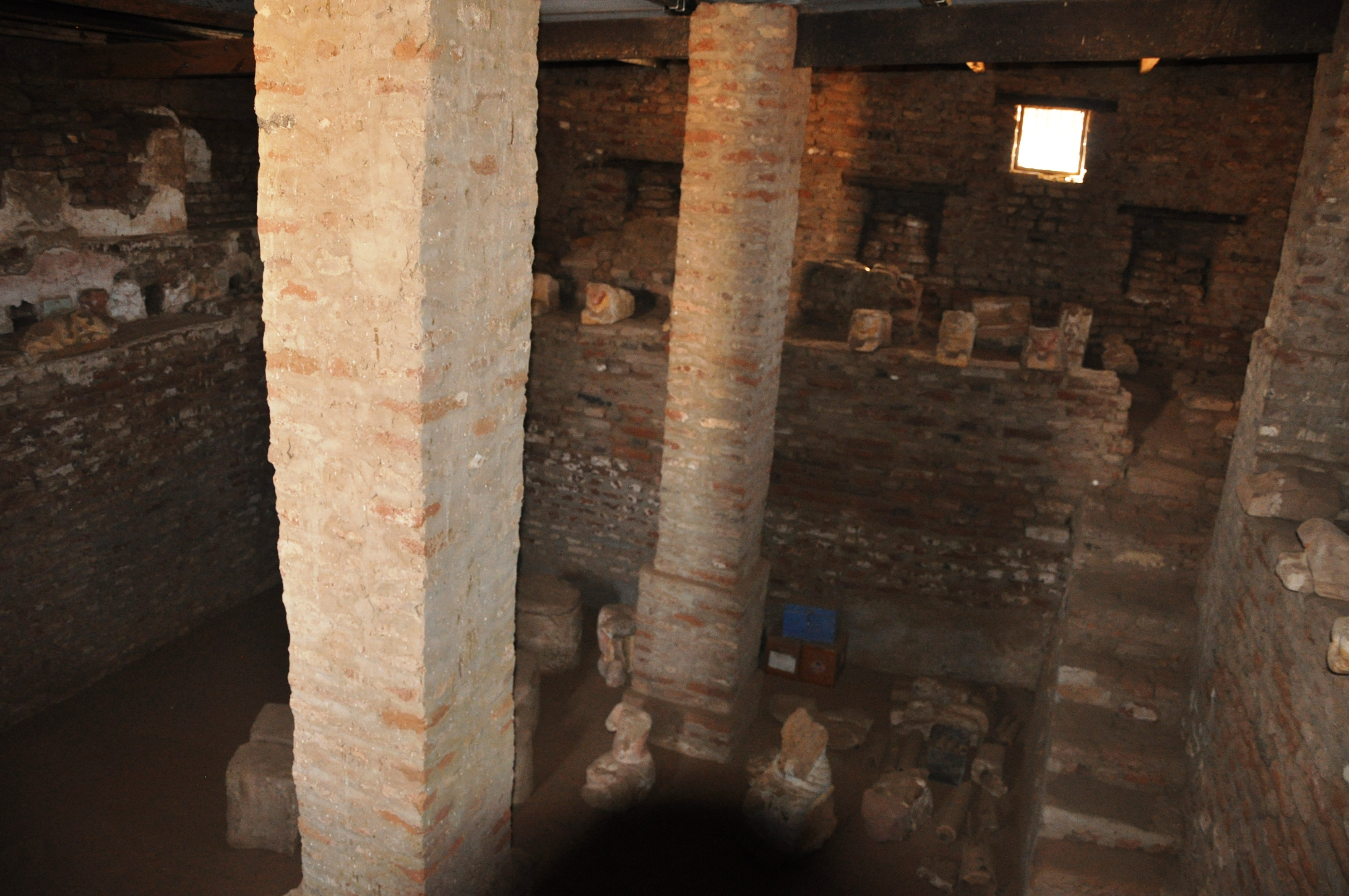
Blick in die Königlichen Bäder
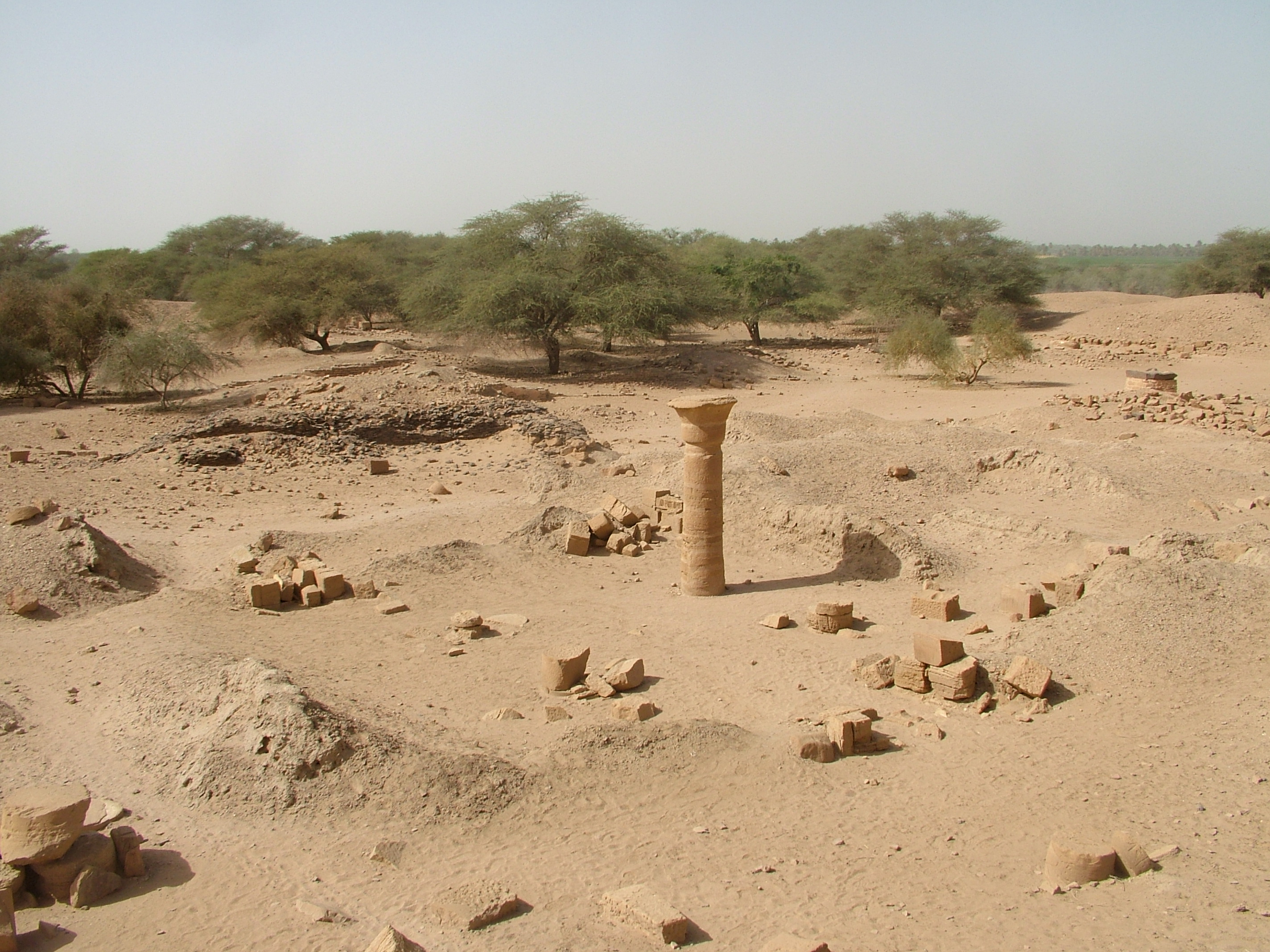
Reste der Stadt

### Römisches Bad
In der königlichen Stadt fanden sich die Paläste und Verwaltungsgebäude der Stadt. Besonders hervorzuheben ist das sogenannte römische Bad. Hier wurde eine Therme im Stil des Mittelmeerraumes erbaut. Das Bad war mit Skulpturen im klassischen Stil und Wandmalereien, auch in einem klassischen Stil dekoriert.

### Tempelkomplex des Amun
Der große Amuntempel ist vom Nil weg orientiert und schaut eher auf die aufgehende Sonne. Um diesen Tempel herum finden sich diverse kleinere Tempel gruppiert. In knapp vier Kilometer Entfernung finden sich im Osten der Wohn- und Tempelstadt die Nekropolen mit zahlreichen Pyramiden.

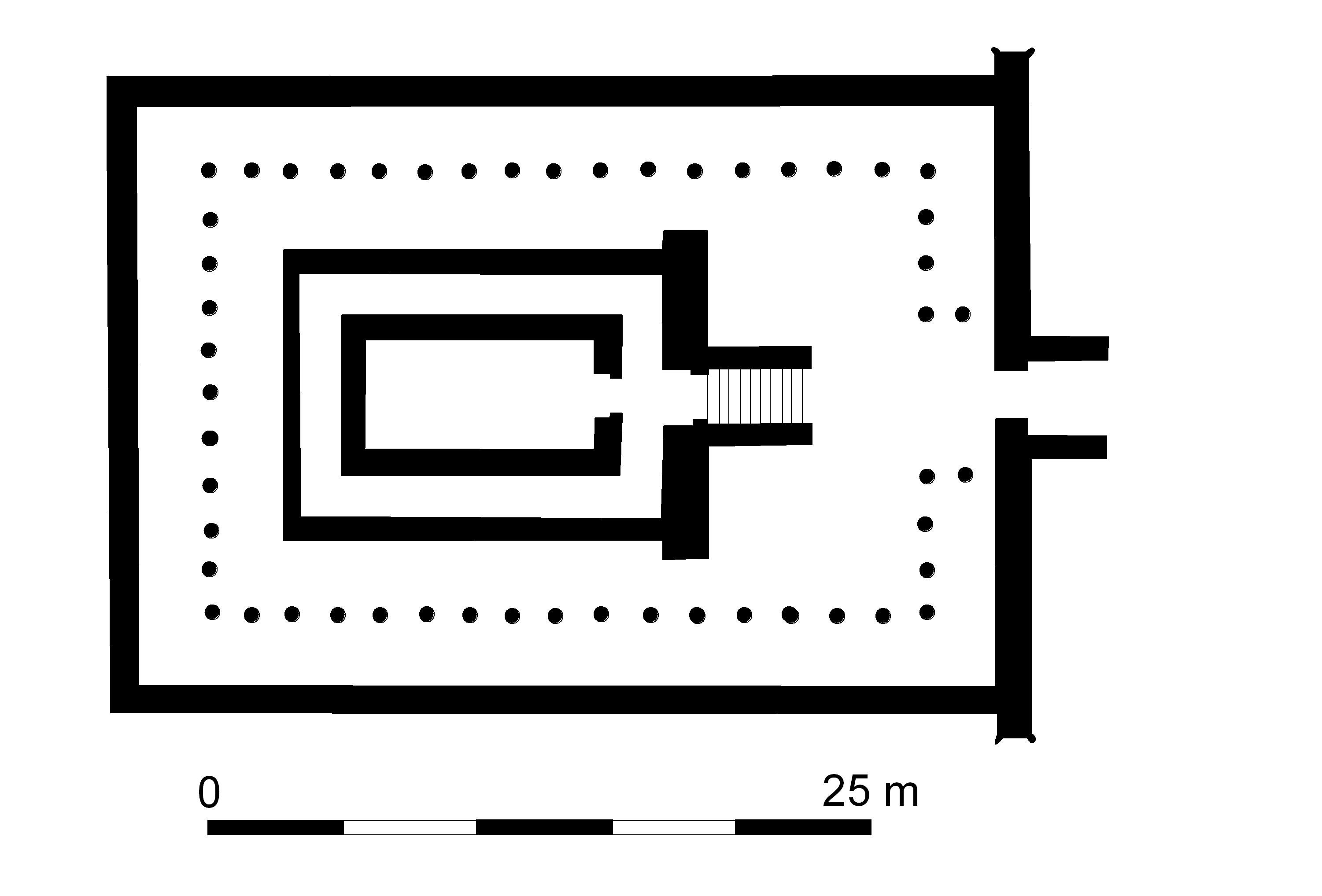
Der ‹Sonnentempel› (Plan)

### Sonnentempel
Auf halbem Weg zwischen Wohnstadt und den Pyramiden befindet sich der Sonnentempel (M 250). Dieser Bau bestand aus einem inneren Tempel, um den Säulen herum angeordnet waren. Diese Anlage war wiederum von einer Mauer umgeben. Auf einem Relief im Tempel fand sich ein Bild dieser Anlage, so dass man sie recht gut rekonstruieren kann.
Der Tempel 292 wird auch als Augustustempel bezeichnet. Hier fand sich ein Bronzekopf des Kaisers Augustus, bei dem vermutet wird, dass es sich um ein Beutestück im Kampf gegen die Römer handelt. In dem Tempel fanden sich Malereien, die heute nur noch in Kopien erhalten sind.

### Nekropolen
1. Nordfriedhof (1,4 km östlich des Khartum-Atbara-Highways)
2. Südfriedhof  (1,6 km östlich des Khartum-Atbara-Highways)
3. Westfriedhof (0,6 km westlich des Khartum-Atbara-Highways)

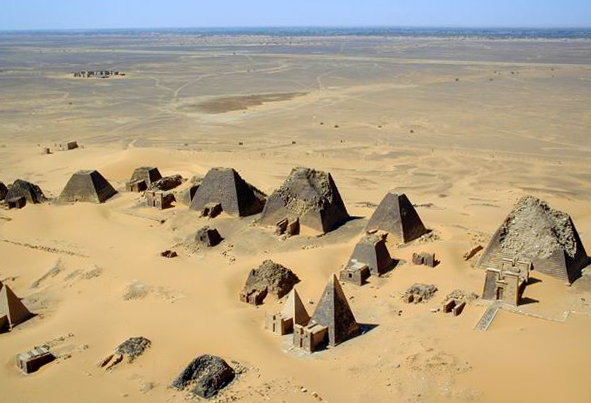
Luftbild der Nubischen Pyramiden bei Meroe 2001
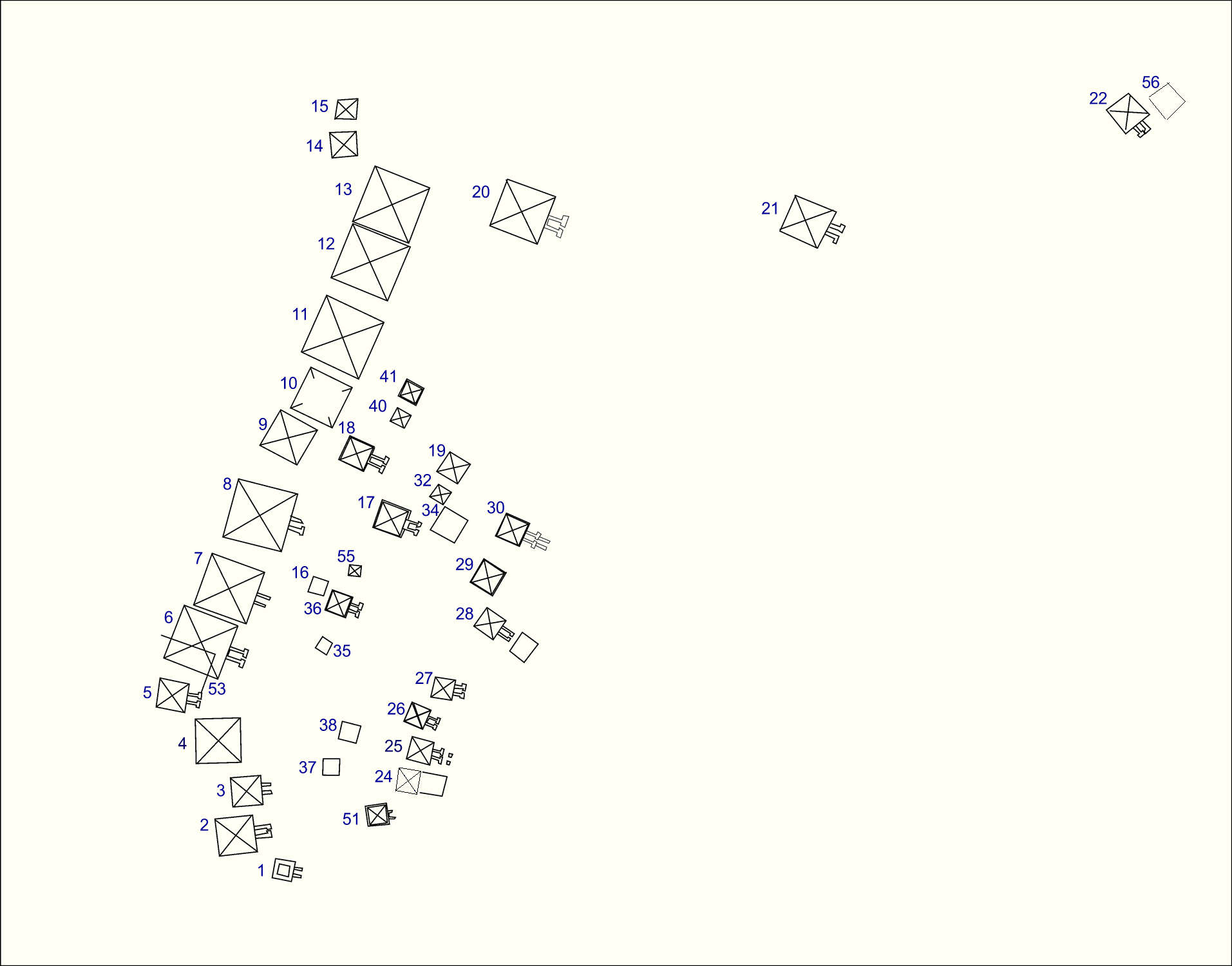
Plan des nördlichen Pyramidenfeldes
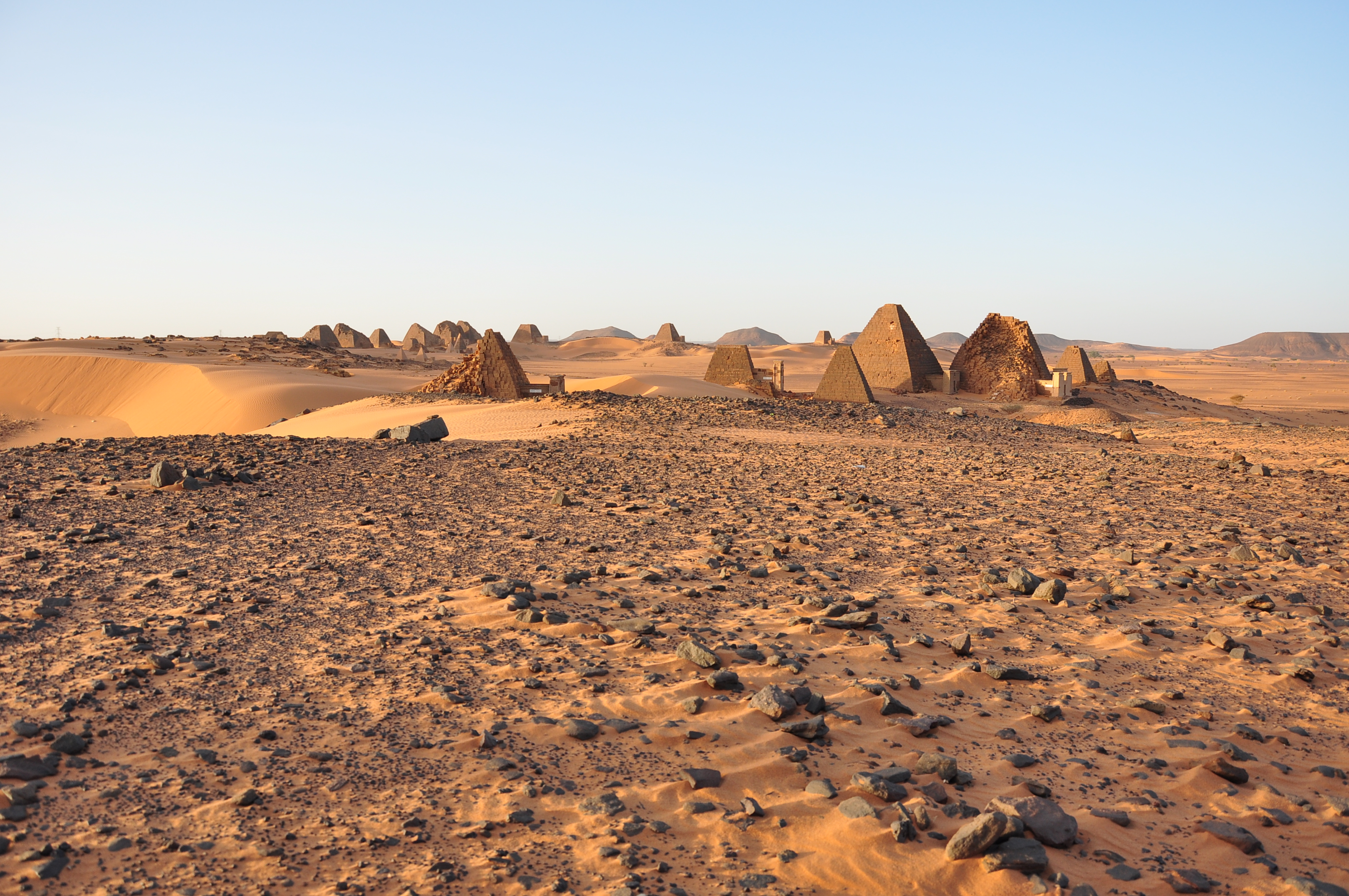
Pyramiden des Südfriedhofs im Vordergrund
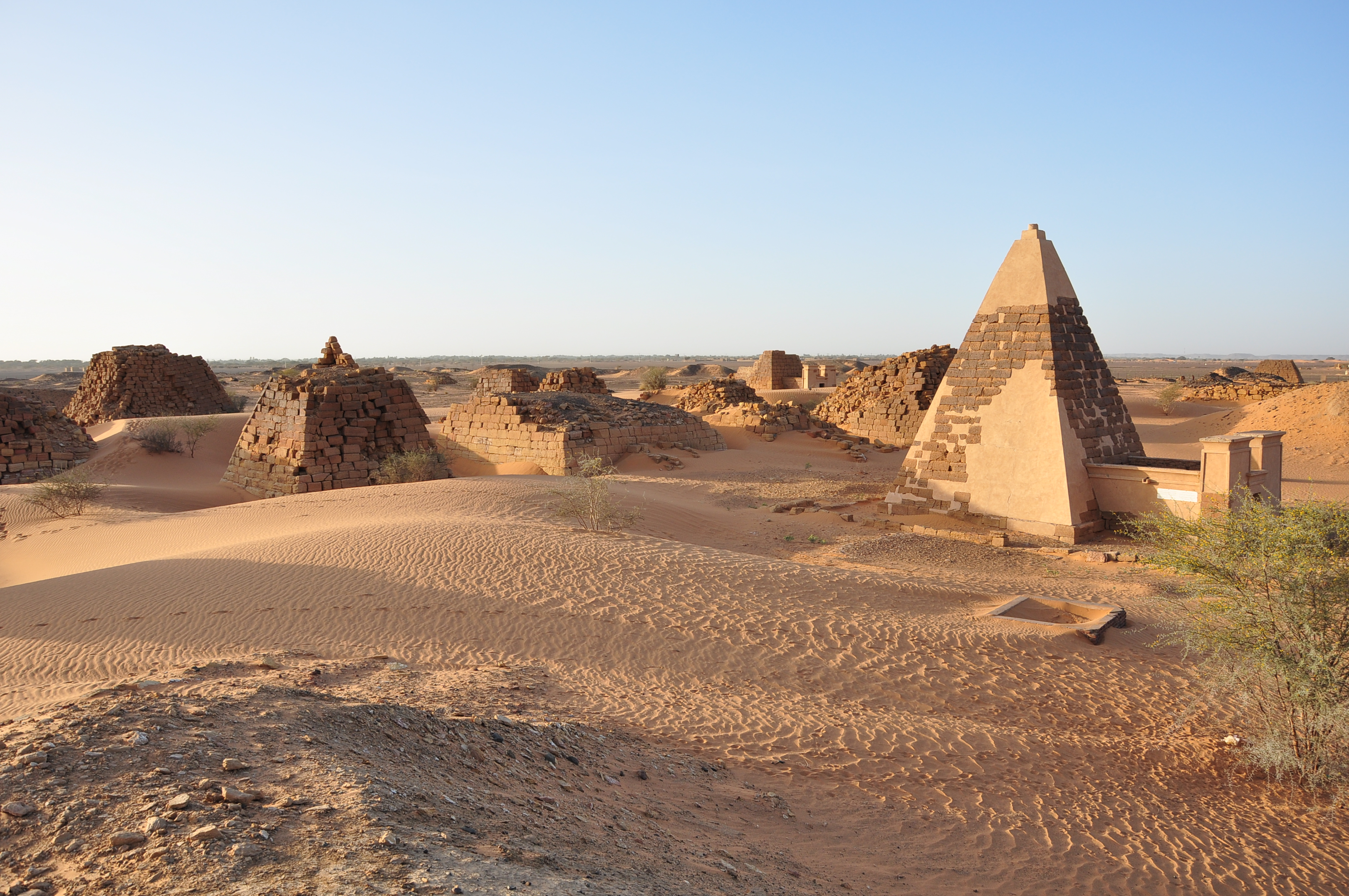
Pyramiden des Westfriedhofs – Noblengräber

## Geschichte
Die Anfänge der Stadt liegen im Dunkeln. Bei Tiefgrabungen fanden sich einfache Hütten. Aus späterer Zeit stammen Objekte mit den Namen der napatanischen Könige Aspelta und Senkamanisken, die andeuten, dass die Stadt schon früh von einiger Bedeutung war. In dieser Zeit wurden auf den Friedhöfen auch schon hochrangige Mitglieder der Königsfamilie, zum Beispiel die Königin Mernua, begraben. 
Von Arikamaninote, unter dem die Stadt zuerst textlich belegt ist, wissen wir, dass der König in Meroe residierte und nur zur Krönung nach Napata reiste und dort auch begraben wurde. Seit Ergamenes wurden die Könige auch in Meroe begraben und errichteten hier ihre Pyramiden. In der meroitischen Periode wurden über 40 Königinnen und Könige in Meroe beerdigt. Bis an den Beginn des 4. nachchristlichen Jahrhunderts blieb Meroe Hauptstadt des Reiches. 
Das Ende der Stadt ist nicht genau bekannt. Während die frühere Forschung davon ausging, dass die Stadt mit dem Reich von Kusch unterging, so gibt es heute Anzeichen, dass sie noch einige Zeit weiterbestand und eventuell der Sitz eines Kleinkönigtums war. Im 4. Jahrhundert wurde die Stadt auch von den Aksumiten erobert, doch richteten diese wohl keine längere Herrschaft ein.

## Galerie

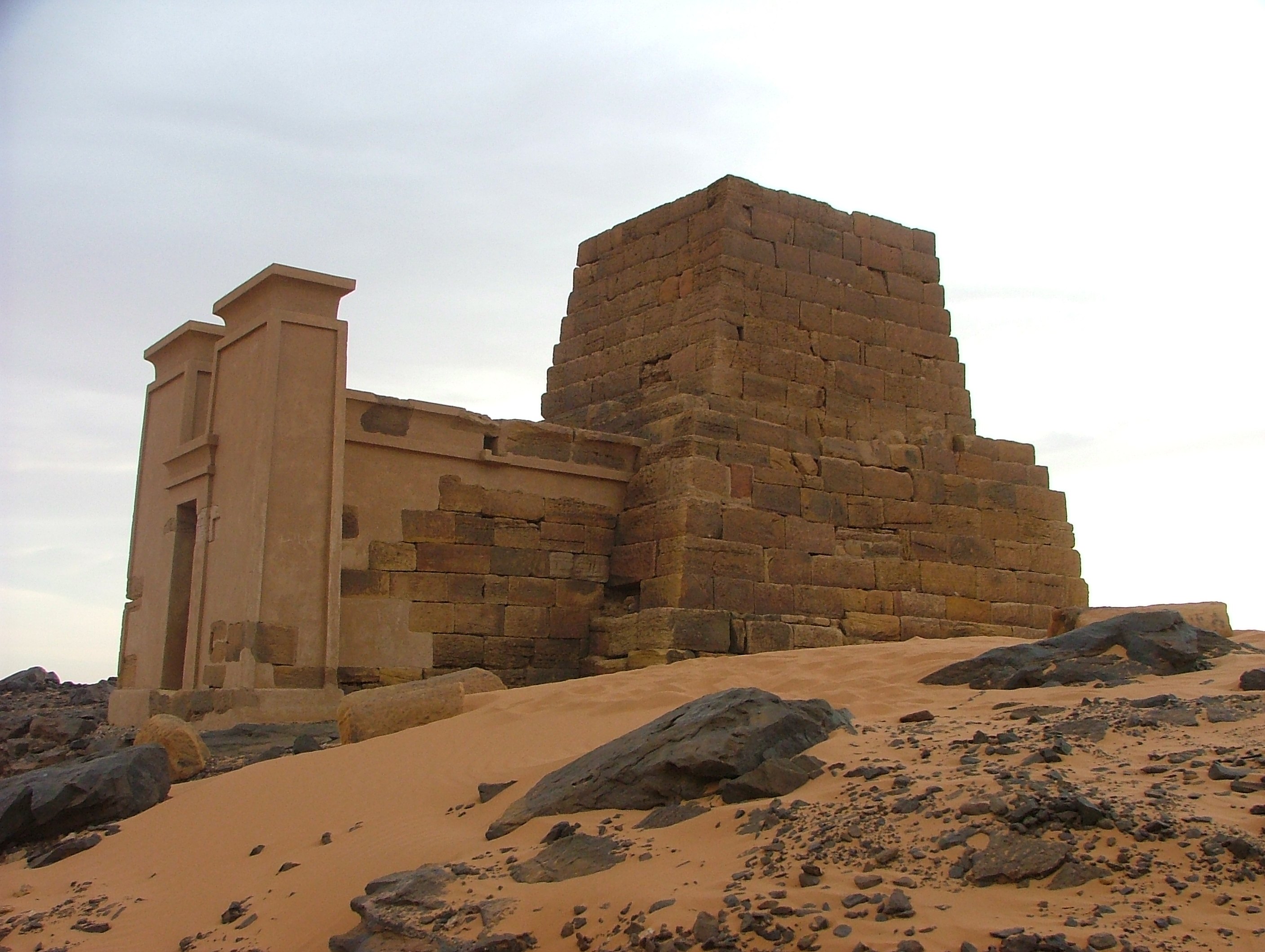
Pyramide der Königin Amanitore
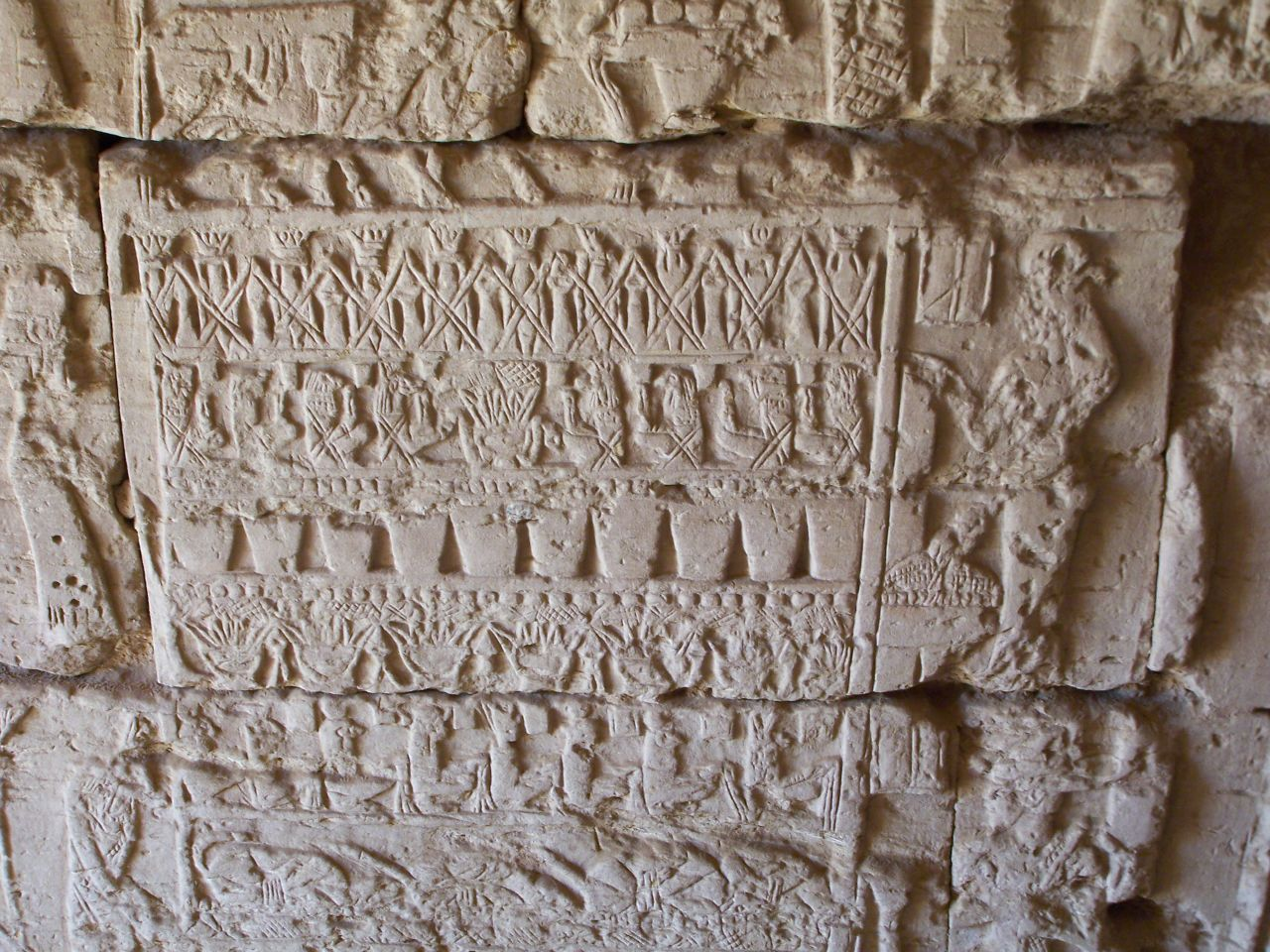
Ornament-Platte bei der Pyramide N12 (2005)
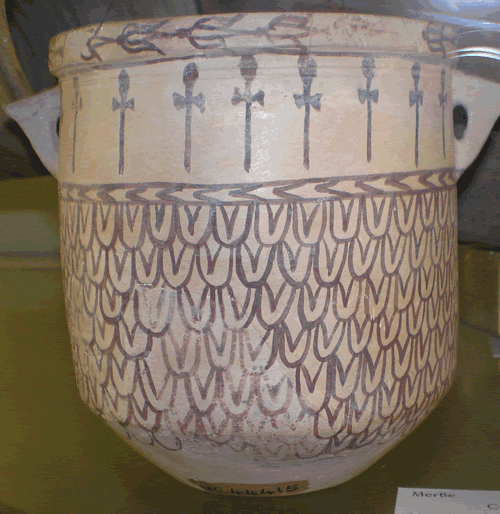
Bemaltes Keramikgefäß aus Meroe
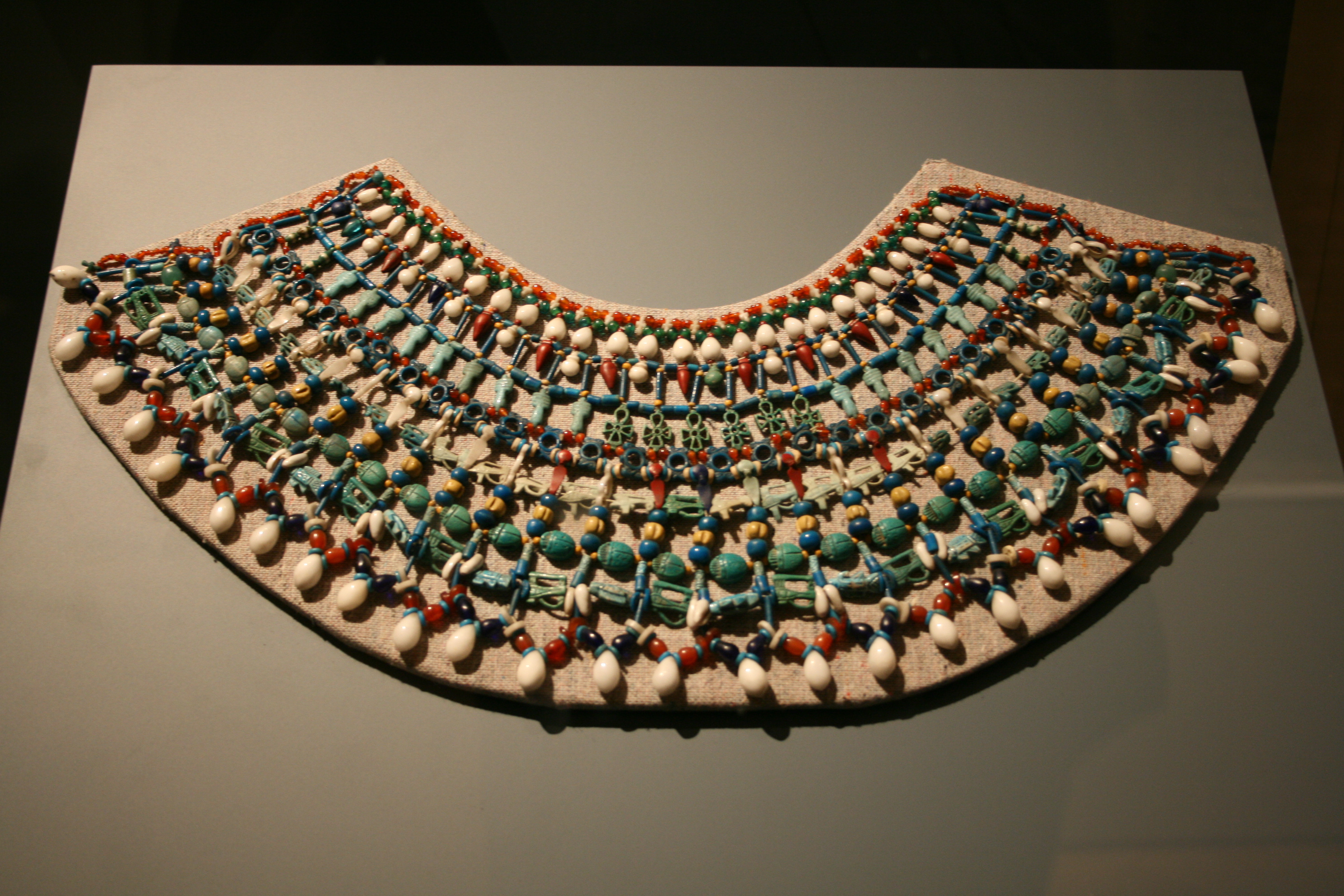
Halskette der Königin Amanishakheto
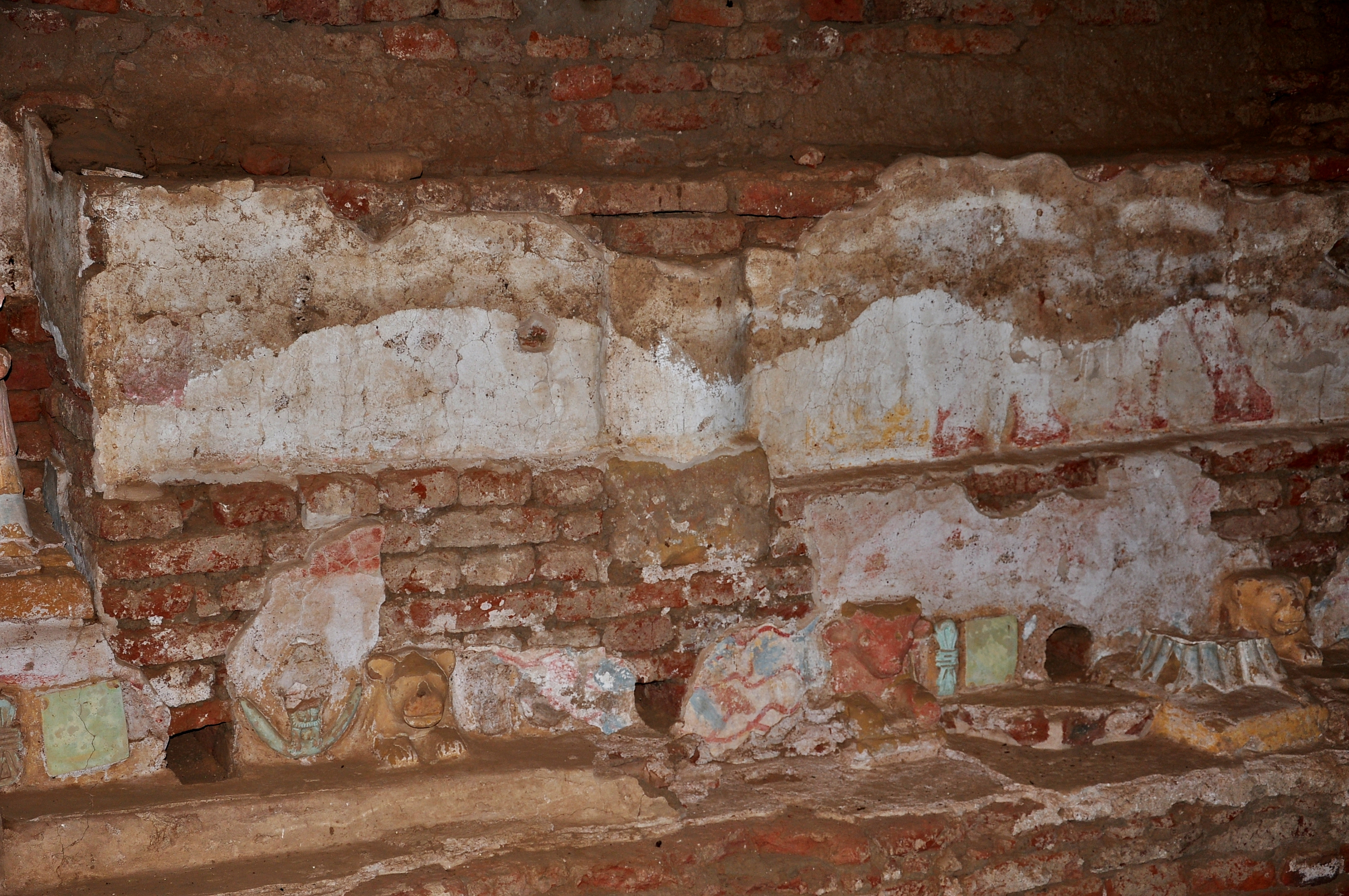
Königliche Bäder – Schauwand, Apedemak-Figuren
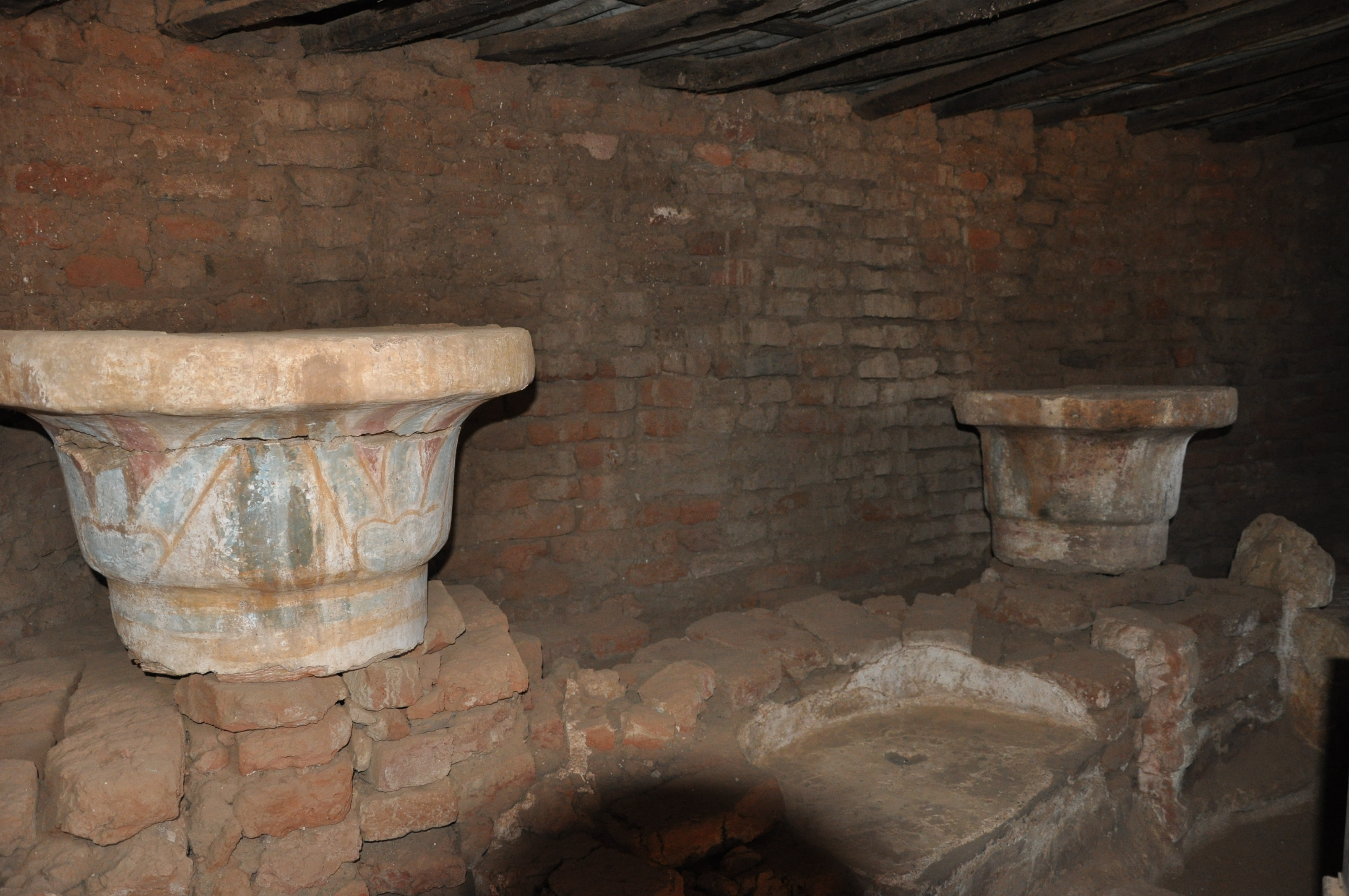
Säulen um das begehbare Wasserbecken

## Rezeption
- Die schwarzen Königinnen. Dokumentation, Deutschland, 2005, 52 Min., Regie: Dethlev Cordts, Nicola von Oppel, Produktion: NDR, Inhaltsangabe (Memento vom 4. Februar 2008 im Internet Archive) von arte mit vier Videoausschnitten